# Saison 7 de PJ
 (octobre 2022).
Si vous disposez d'ouvrages ou d'articles de référence ou si vous connaissez des sites web de qualité traitant du thème abordé ici, merci de compléter l'article en donnant les références utiles à sa vérifiabilité et en les liant à la section « Notes et références ».
Chronologie
Saison 6 de PJ Saison 8 de PJ
Cet article présente le guide des épisodes de la saison 7 de la série télévisée PJ (2003-2004).

## Épisode 1:Enfance volée
- Numéro : 61 (7.1)
- Scénaristes : Robin Barataud et Jean Reynard
- Réalisateur : Brigitte Coscas
- Première diffusion : 
  -  France : 11 avril 2003 sur France 2
- Invités : Erick Chabot : Paul Duverger, Laurent Stocker : Marko Ramius, Didier Sauvegrain : Monsieur Ramius, Noémie Rosenblatt : Cécile Dubreuil, Baptiste Roussillon : Gérard Perrot, Erick Chabot : Paul Duverger, Lisa Lacroix : Jessica Charpentier, Félicia Massoni : Hélène Charpentier, Bruno Allain : Monsieur Briquet, Gilles-Yves Caro : le journaliste, Michel Scotto di Carlo : le Docteur, Abel Jafri : le Médecin
- Résumé : Jessica Charpentier, talentueuse jeune gymnaste de 15 ans et enceinte, est victime d'une grave agression dans les vestiaires. Elle reçoit des coups à l'abdomen. Sa mère l'entraîne et la pousse à atteindre le plus haut niveau. Franck et Nadine, chargés de l'enquête, soupçonnent une des rivales de la gymnaste. Par ailleurs, un fils de diplomate profite de son immunité pour racketter certains commerçants de son quartier. Bernard, Chloé et Alain s'en occupent. Gérard Perrot, un chauffeur de taxi, décide d’aller porter plainte à la suite du saccage de sa voiture.

## Épisode 2:Délices de Chine
- Numéro : 62 (7.2)
- Scénariste : Gilles-Yves Caro
- Réalisateur : Brigitte Coscas
- Première diffusion : 
  -  France : 18 avril 2003 sur France 2
- Invités : Daniel Cohen : Henri Lambert, Juliette Bineau : Fabienne, Fanny Gilles: Christine, Bernard Vergne : J.P Chaumont, Thomas Cerisola : le dealer, Christophe Bouisse : Michel Allier, Jean-Michel Mole : le client, Grégoire Bonnet : Nicolas Roche, Donatienne Dupont : Cora, Karin Bernfeld : la toxico
- Résumé : Un bureau de change est attaqué sous les yeux de Franck et Agathe. Pris au piège, l'agresseur s'avère être une femme, madame Chaumont, hagarde et désorientée. Une enquête est ouverte pour déterminer les raisons de son geste et retrouver d'éventuels complices. Les membres de la PJ en arrivent à soupçonner une des amies de la prévenue, Christine. Parallèlement, Alain et Bernard enquêtent sur un appartement qui semble abriter une maison close. Quant à Nadine, elle décide d'aider une droguée en piteux état à rentrer chez elle dans un quartier plus que douteux où une mauvaise surprise l'attend.

## Épisode 3:Tyrannie
- Numéro : 63 (7.3)
- Scénaristes : Fabienne Facco et Armelle Robert
- Réalisateur : Gérard Vergez
- Première diffusion : 
  -  France : 25 avril 2003 sur France 2
- Invités : Malaun Dufond de Laurentiis : Nicolas Porret, Élisabeth Commelin : Madame Lachaud,  Vincent Gauthier : Monsieur Lachaud, Damien Jouillerot : Cédric Lachaud, Mostéfa Stiti : le père de Selim, Tassadit Mandi : la mère de Selim, Yasmine Belmadi : Selim, Odile Grosset-Grange : Bettina, Kahena Saighi : Miriem, Tin-tin : Tin-tin, Stéphane Brock : le kiosquier
- Résumé : Une boutique de piercing a été vandalisée par deux jeunes à moto, dont des témoins ont noté partiellement le numéro. Bernard et Chloé pensent qu'une ancienne employée a tenté de se venger après son licenciement. Mais l'immatriculation de la moto oriente vers un jeune maghrébin au chômage. Entretemps, Franck, Alain et Agathe s'occupent d'un couple agressé, les Lachaud. En fait, il s'agit de maltraitances répétées de la part de leur fils, Cédric, âgé d'à peine 12 ans. L'enfant, gâté et colérique, a pris l'habitude de perpétrer des violences contre ses parents dès qu'ils refusent de céder à ses lubies.

## Épisode 4:Père et fils
- Numéro : 64 (7.4)
- Scénariste : Jean-Luc Nivaggioni
- Réalisateur : Gérard Vergez
- Première diffusion : 
  -  France : 2 mai 2003 sur France 2
- Invités : Myriam Tadesse : Jocelyne Porret, Malaun Dufond de Laurentiis : Nicolas Porret, William Touil : Éric, Domitille Bioret : Mireille Panurgias, Rodolphe Congé : Frédéric Boyer, Fabrice Boutique : Manuel, Basille Minatchy : Stéphane, Julie Carcuac : Nene, Hédi Tillette de Clermont-Tonerre : l’animateur
- Résumé : Nicolas, le fils d'Alain Porret, est victime d'un racket. Les policiers ne tardent pas à arrêter le responsable âgé de 15 ans. Lors de la confrontation avec le père du racketteur, Alain est écartelé entre sa fonction de policier, tenu à l'objectivité, et ses sentiments de père. Il craint que son enfant soit agressé par représailles. De son côté, Chloé convainc Bernard de piéger un voleur de voitures en l'appâtant avec sa belle décapotable. Mais Bernard, accompagné d'Agathe lors de l'opération, est inquiet. Il craint qu'au cours d'une poursuite le voleur ne file avec sa belle automobile ; il ne cesse de s'empiffrer de sucreries, ce qui énerve Agathe. Et ce que Bernard redoutait arrive.

## Épisode 5:Sauvetage
- Numéro : 65 (7.5)
- Scénariste : Bernard Jeanjean
- Réalisateur : Brigitte Coscas
- Première diffusion : 
  -  France : 9 mai 2003 sur France 2
- Invités : Marc Eyraud : Monsieur Sylvestre, Jérémie Covillault : Lancelot, Rosine Young : Madame Graillon, Aurélie Nollet : Virginie, Magali Leiris : Carole, Thierry Ashanti : Benjamin, Bertrand Lacy : Vidal, Prune Lichtle : Lola, Nathalie Presles : Pilar Cortes, Antonin Maurel : Cyril, Philippe Noël : Jérôme
- Résumé : Monsieur Sylvestre est sauvé des flammes par un pompier qui est, peu après, soupçonné d'avoir profité des circonstances pour lui voler un bijou. Vincent et Bernard sont chargés d'enquêter avec diplomatie. Pendant ce temps, un maniaque sexuel a saccagé l'appartement de Virginie, une actrice de films pornographiques diffusés sur Internet. Alain, Nadine et Chloé tentent de le localiser. Jérôme, l’ami de sa mère, est soupçonné.

## Épisode 6:Faux-semblants
- Numéro : 66 (7.6)
- Scénaristes : Corinne Elizondo et Murielle Magellan
- Réalisatrice : Brigitte Coscas
- Première diffusion : 
  -  France : 16 mai 2003 sur France 2
- Invités : Hanna Berthaut : Camille Gaudin, Pierre Martot : Monsieur Gaudin, Raphaëline Goupilleau : Madame Gaudin, Olivier Rabourdin : Docteur Letouc,  Isabelle Malin : Marie Baptiste, Bernard Chéron : Monsieur Mormon, Fabienne Mai : Madame Trinca, Tessa Volkine : la psy, Jean-François Auguste : le livreur
- Résumé : Camille, une fillette habillée en garçon, et occupée à crever les pneus de leur voiture est surprise par Vincent et Bernard. Le véhicule était garé sur une place de stationnement réservée aux handicapés et la gamine s'est fâchée. Les policiers l'interpellent. Après avoir diffusé sa description, ils s'aperçoivent qu'elle ressemble fort à celle d'un enfant responsable d'une récente agression envers une femme, dans le coma depuis lors. Entretemps, un homme porte plainte contre un médecin qui escroquerait sa mère âgée, grâce à une procuration. Après enquête, nos policiers constatent qu'il a acquis son hôtel particulier à très bas prix, auprès d'une patiente décédée peu après la transaction. Enfin, Vincent est sauvagement agressé et blessé par balles, au commissariat, par un forcené.

## Épisode 7:Forcené
- Numéro : 67 (7.7)
- Scénariste : Jean-Luc Nivaggioni
- Réalisateur : Gérard Vergez
- Première diffusion : 
  -  France : 12 décembre 2003 sur France 2
- Invités : Christelle Cornil : Véronique, Marie-Christine Orry : Marie-Jo, Michel Baumann : Georges Deslaumes, Viviane Théophilidès : Liliana Deslaumes, Jean-Michel Abribat : Joseph, Roland Menou : Blanca, Axel Saint-Just : Reda, Sofiane Amokrane : Sofiane, Anne Barrandon : Anne, Christophe Peyroux : Arnolphe Martin, Laure Sirieix : l’avocate, Malik Faraoun : le Juge
- Résumé : Un tireur embusqué s'en prend à des jeunes. La police cherche l'identité du tireur et le motif de sa hargne, et interpellent bientôt un suspect préretraité, adepte des arts martiaux. Nadine et Bernard, quant à eux, tentent d'aider une jeune femme arrêtée en état d'ivresse et qui a égaré son bébé au cours de la nuit. Enfin Franck Lamougie, soupçonné de pédophilie, est arrêté.

## Épisode 8:Chanteuse de rue
- Numéro : 68 (7.8)
- Scénaristes : Fabienne Facco
- Réalisateur : Gérard Vergez
- Première diffusion : 
  -  France : 19 décembre 2003 sur France 2
- Invités : Lionel Goldstein : Hervé Chomet, Marie Vincent : Béatrice Chomet, Vijaya Tassy : Hatidza, Stéphane Mercoyrol : Liubisa, Anne Barrandon : Anne, Sofiane Amokrane : Sofiane, Raphaël Krepser : Denis Lavandier, Mika Tard : Nathalie Lavandier, Florent Bigot de Nesles : Jérôme Civel, André Blancard : André, Luc Fouliard : Luc, Hassan Koubba : Hassan, Andras Vigh : Peter, José Ribera : José, Alexis Perret : le directeur de l’hôpital, Riton la Manivelle : Riton la Manivelle
- Résumé : Un couple de chanteurs de rue agressent une mendiante accompagnée d'un bébé, qui leur aurait raflé le produit de leur récital. Bernard et Chloé enquêtent et finissent par appréhender la chanteuse, une mère de famille BCBG qui a récemment tout plaqué. Son compagnon d'errance, Hollandais, est retrouvé menotté en croix, victime d'un règlement de comptes avec des Roms. De leur côté, Agathe et Alain enquêtent à la suite d'une attaque menée contre la pharmacie d'un hôpital, avec vol du stock de stupéfiants. Vincent ne tarde pas à soupçonner un infirmier, père d'une toxicomane, de voler des stupéfiants à l'hôpital. Enfin, Vincent, à nouveau sur pied, réintègre le commissariat.

## Épisode 9:Assaut
- Numéro : 69 (7.9)
- Scénaristes : Robin Barataud et Jean Reynard
- Réalisateur : Gérard Vergez
- Première diffusion : 
  -  France : 26 décembre 2003 sur France 2
- Invités : Pascal Vincent : Marcello Rivera, David Tournay : Fred, Thomas de Sambi : Jérémie Barbeau, Isabelle Rattier : Marianne Guesh, Cédric Eeckhout : J.P. Ramier, Julie Carcuac : Charlotte, Aurore Auteuil : Sophie, SoKo : Anouchka, Steve Tran : Cussac, Abel Jafri : le médecin
- Résumé : Deux bandes rivales s'affrontent dans une cité. Bientôt, la police interpelle le meneur de l'une des bandes. Mais les caïds du gang adverse décident de faire justice eux-mêmes et prennent la PJ d'assaut, déterminés à tirer leur ennemi de sa cellule pour le lyncher. Entretemps, un enseignant apporte à Agathe une cassette vidéo montrant les ébats de deux adolescents. En interrogeant l'adolescente de la cassette, puis son partenaire, elle découvre qu'elle se prostitue pour une somme dérisoire. Qui donc la force à se déprécier ainsi ? Quant à Vincent, il est clair qu'il n'est pas encore remis de ses blessures.

## Épisode 10:Violences conjuguées
- Numéro : 70 (7.10)
- Scénaristes : Corinne Elizondo et Murielle Magellan
- Réalisateur : Gérard Vergez
- Première diffusion : 
  -  France : 2 janvier 2004 sur France 2
- Invités : Gérard Darrieu : Maxime Fournier, Thierry Belnet : Didier Colin, Sylvie Flepp : Marianne Colin, Daniel Isoppo : Portal, Laurent Natrella : Monsieur Grévin, Marie-Christine Letort : la juge Grévin, Margareth Zenou : Cécile, Danièle Van Bercheycke : Madame Guibert, Michel Carliez : Marc Fillion, Jean-Baptiste Puech : le médecin pompier, Anne Barrandon : Anne, Luc Fouliard : Luc, André Blancard : André, José Ribera : José, Sofiane Amokrane : Sofiane, Hassan Koubba : Hassan, François Pick : l’homme, Virginia Anderson : la femme
- Résumé : Franck Lamougie est blanchi des accusations de pédophilie. Marianne Colin, une employée de la Caisse d'allocations familiales, a été agressée par un inconnu. Vincent et Agathe s'occupent de l'affaire. À l'hôpital on découvre d'anciennes traces de violences, si bien que les policiers soupçonnent son mari. Par ailleurs, Franck et Chloé enquêtent sur un cambriolage commis chez la juge Grévin. On a volé pour 200 000 euros de bijoux. Il s'avère que le mari de la juge est l'amant de la nourrice de leur enfant, nourrice qui convole également avec un jeune voyou.

## Épisode 11:Religion
- Numéro : 71 (7.11)
- Scénariste : Gilles-Yves Caro
- Réalisateur : Brigitte Coscas
- Première diffusion : 
  -  France : 19 août 2005 sur France 2
- Commentaire : Initialement prévu par la chaîne pour être diffusé le 9 janvier 2003, cet épisode a été déprogrammé compte tenu officiellement du sujet sensible abordé dans le contexte de l'époque [1]
- Invités : Eric Seigne : Guillaume Lagrange, Eric Chevallier : Monsieur Lagrange, Tessa Volkine : Madame Lagrange, Malaun Dufond de Laurentiis : Nicolas Porret, Bruno Henry : Thierry Doursat, Christian Ruché : Chauffour, Bernard Waver : Rabbin Rosen, Patrick Juiff : Max Cohen, Nadir Legrand : Elie Cohen, Younesse Boudache : Aissa, Anne Barrandon : Anne, André Blancard : André, Luc Fouliard : Luc, José Ribera : José, Sofiane Amokrane : Sofiane, Hassan Koubba : Hassan, David Babadjanian : Elu
- Résumé : Un cocktail molotov a été lancé dans une synagogue et la tension monte chez les israélites du quartier. La police doit rapidement retrouver le coupable pour calmer les esprits. C'est Agathe, juive elle aussi, qui se charge du dossier, secondée par Chloé. Entretemps Alain et Nadine cherchent à mettre la main sur une bande de voyous, qui ont séquestré et torturé pendant plusieurs jours un homme de 27 ans, dans l'appartement de ses parents. Mais Alain doit aussi s'occuper de son propre fils, surpris en train de chaparder chez un commerçant.

## Épisode 12:Sentiments souterrains
- Numéro : 72 (7.12)
- Scénariste : Bernard Jeanjean
- Réalisateur : Brigitte Coscas
- Première diffusion : 
  -  France : 9 janvier 2004 sur France 2
- Invités : William Mesguich : Damien, Damien Witecka : Raphaël Pelletier, Lara Guirao : Manuella, Katia Lewkowicz : Clémence, Julie Sicard : Pauline, Yves Michel : Verney, Jonathan Max Bernard : Victor, Anne Barrandon : Anne, André Blancard : André, Sofiane Amokrane : Sofiane, Jean-Luc Abel : Maçon
- Résumé : Après avoir erré durant deux jours dans les catacombes avec sa compagne, Damien, un étudiant en pharmacie arrive enfin à trouver une sortie dans une église. Il explique à Bernard et Alain qu'il a participé à une fête souterraine d'étudiants organisée par un certain Victor. Il pourrait avoir été victime d'un règlement de comptes. Alain se charge de retrouver sous terre ce Victor qui vit dans l'illégalité. Par ailleurs, les policiers sont appelés sur un chantier où un cadavre a été découvert. Il s'agit d'un homme jeune, fiancé récemment et commanditaire des travaux de rénovation de son futur appartement. Il s'avère que la fiancée vivait chez son frère, lequel voyait d'un fort mauvais œil le départ de sa sœur.

## Épisode 13:Menteuses
- Numéro : 73 (7.13)
- Scénaristes : Corinne Elizondo et Murielle Magellan
- Réalisateur : Gérard Vergez
- Première diffusion : 
  -  France : 16 janvier 2004 sur France 2
- Invités : Delphine Labey : Mélanie, Manon Jomain : Sylvie Girard, Christine Braconnier : Françoise, Thierry Walker : le conducteur, Rosine Young : Madame Challes, Dominique Ratonnat : Desgranges, Karin Palmieri : Sarah, Axel Saint-Just : Martial, Antoine Régent : le mari, Emmanuel Patron : le patron de la supérette
- Résumé : Agathe et Bernard enquêtent sur un accident de la circulation. Ils recherchent le conducteur d'une voiture responsable et en fuite. Ils identifient rapidement le chauffard, un homme déjà condamné pour délit routier et interdit de conduite. C'est son épouse qui utilise la voiture. D'autre part, la présidente d'une association féministe a été agressée alors qu'elle faisait signer une pétition contre un patron de supérette sexiste. Au cours de l'enquête, Vincent et Alain apprennent que la jeune femme prend les hommes pour des kleenex et a de nombreux ennemis. Elle a notamment viré son dernier partenaire sexuel de son association, et l'avant-dernier s'est suicidé. Vincent et Alain s'occupent de l'affaire.